# Avalon (Californië)
Avalon is een plaats (city) in de Amerikaanse staat Californië op het eiland Santa Catalina Island, en valt bestuurlijk gezien onder Los Angeles County.

## Demografie
Bij de volkstelling in 2000 werd het aantal inwoners vastgesteld op 3127.
In 2006 is het aantal inwoners door het United States Census Bureau geschat op 3320, een stijging van 193 (6.2%).

## Geografie
Volgens het United States Census Bureau beslaat de plaats een oppervlakte van 8,2 km², waarvan 7,3 km² land en 0,9 km² water.

## Geboren
- Edward Parker (1904-1989), marine-officier
- Gregory Harrison (31 mei 1950), acteur, filmregisseur en filmproducent